# Buddy Montgomery
Buddy Montgomery (30. ledna 1930 Indianapolis, Indiana, USA – 14. května 2009 Palmdale, Kalifornie, USA) byl americký jazzový klavírista, vibrafonista a hudební skladatel. Profesionálním hudebníkem se stal koncem čtyřicátých let, kdy doprovázel zpěváka Big Joe Turnera a později přešel k pozounistovi Slide Hamptonovi. Později vystupoval se svými bratry Monkem a Wesem; druhého jmenovaného doprovázel i při turné v roce 1968, kdy Wes Montgomery zemřel. On sám vydal řadu alb pod svým jménem a hrál i na albech jiných hudebníků, mezi které patří George Shearing, David „Fathead“ Newman nebo Charlie Rouse.